# Krogh-Zylinder-Modell
Das Krogh-Zylinder Modell beschreibt ursprünglich die Diffusion von Sauerstoff aus einer Blutkapillare in das umgebende Gewebe und damit den im Gewebe verfügbaren Sauerstoffpartialdruck. Das Modell wurde von August Krogh entworfen und von Agner Krarup Erlang mathematisch ausgearbeitet. Es wird auf Grund seiner Einfachheit und da es oft eine gute Näherung der echten Gegebenheiten erlaubt, oft in verschiedenen Abwandlungen und Erweiterungen auch zur Simulation anderer, ähnlicher Diffusionsprozesse genutzt. Es gilt zum Beispiel als Grundlage der hyperbaren Sauerstoffbehandlung.

## Annahmen und mathematische Beschreibung
Das Modell geht davon aus, dass die Diffusion aus einem kapillaren Zylinder in einen darum herum liegenden größeren aber begrenzten Zylinder stattfindet. Die mathematische Beschreibung geht dabei von einer Reihe von weiteren Annahmen aus, die die Situation im Vergleich zu den wahren Gegebenheiten stark vereinfachen:
- Es wird nur Diffusion von der Kapillare nach außen betrachtet und diese ist symmetrisch
- Die Kapillaren sind gerade mit konstantem Radius, verlaufen parallel, sind gleichmäßig verteilt und ihre Wand beeinflusst die Diffusion nicht. Innerhalb der Kapillare wird kein Sauerstoff verbraucht.
- Diffusion und Sauerstoffverbrauch im Gewebe sind homogen und unabhängig vom zellulären Aufbau oder lokalen Sauerstoffpartialdruck
- Es findet nur Diffusion statt, kein aktiver Transport und keine Turbulenzen
- Das Modell beschreibt ein Fließgleichgewicht ohne dynamische Veränderungen

Es ergibt sich folgende Formel:
{\displaystyle \mathrm {\Delta P} =P_{c}-P_{x}={\frac {M}{K}}({\frac {R^{2}}{2}}ln{\frac {x}{r}}-{\frac {x^{2}-r^{2}}{4}})}
Dabei ist Pc der Partialdruck (in mmHg) in der Kapillare mit Radius r, Px der Partialdruck im Gewebe im Abstand x zum Zentrum der Kapillare, M der Sauerstoffverbrauch in ml O2 pro ml Gewebe, K Kroghs Diffusionskoeffizient in ml O2 / (cm sec mmHG) und R der Radius des gesamten betrachteten Gewebezylinders.